# Voorversterker

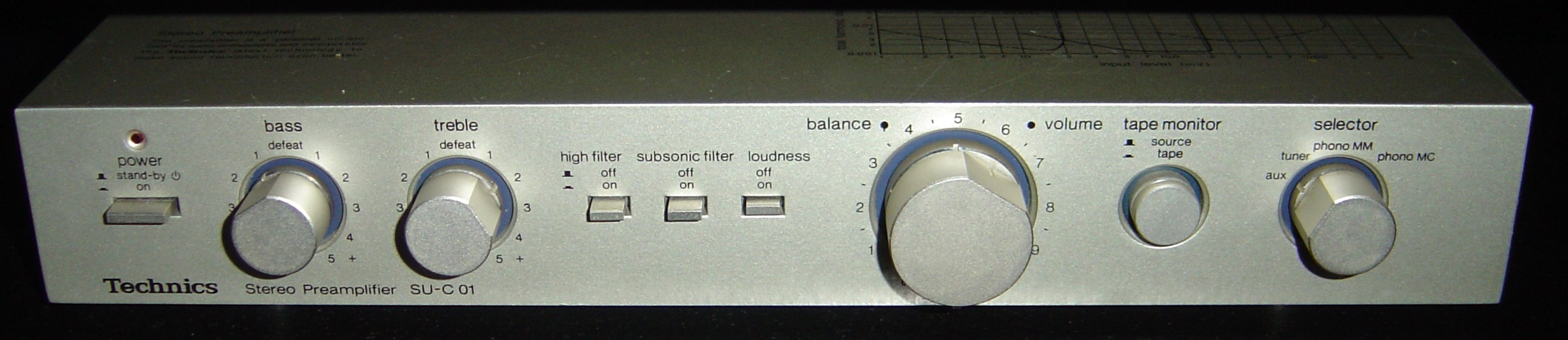
Voorversterker van het merk Technics

Een voorversterker is een elektronische schakeling die bedoeld is om zeer zwakke elektrische signalen van bijvoorbeeld een microfoon, cassettespeler of een platenspeler zodanig te versterken dat het signaalniveau bruikbaar wordt voor verder gebruik, bijvoorbeeld door een eindversterker of door opnameapparatuur in geluidsstudio's.
Als de voorversterker de signalen van platenspelers moet versterken, is tevens het RIAA-weergavefilter, of de RIAA Reproduction Curve, in de schakeling opgenomen.
Meer algemeen wordt de term "voorversterker" ook gebruikt voor een apparaat dat in een audio-installatie gebruikt wordt om alle functies (bronweergave, volumeregeling, toonregeling en kanaalbalansregeling) van een versterker te vervullen en niet is bedoeld om luidsprekers aan te sturen. Dat doet de eindversterker.